# Коркмаз, Зейнеп
Зейнеп Коркмаз (тур. Zeynep Korkmaz; 5 июля 1921, Невшехир — 6 февраля 2025) — турецкий лингвист и диалектолог.

## Биография
Родилась 5 июля 1922 года в Невшехире. Родителями Зейнеп Коркмаз были Юсуф Хусню Денги и Шефики Денги. У Зейнеп есть старшая сестра и брат. Школьное образование Зейнеп Коркмаз получила в Измире, в 1940 году она окончила там школу для девочек. В 1944 году Коркмаз окончила Анкарский университет со степенью бакалавра искусств в области турецкого языка и литературы. В 1950 году в том же университете за работу, которая была посвящена исследованию диалектов Анатолии, Коркмаз получила степень доктора философии.
С 1945 года Зейнеп Коркмаз работала на факультете языковедения, истории и географии Анкарского университета. В 1948 году перешла на кафедру турецкого языка и литературы. В 1954-55 годах Кормаз работала приглашённым профессором в Гамбургском университете и изучала древнетюркский язык. В 1957 году она получила звание ассоциированного профессора, в 1964 году — профессора. В 1990 году Зейнеп Коркмаз ушла в отставку.

### Личная жизнь
Состояла в браке с Мехметом Коркмазом, который умер в 1984 году. У них было двое детей.
Коркмаз умерла 6 февраля 2025 года в возрасте 103 лет.

## Труды
Опубликовала 16 книг и более 250 статей.
На 60-й день рождения Зейнеп Коркмаз её ученики опубликовали книгу «Prof. Dr. Zeynep Korkmaz'ın Hayatı ve Eserleri».